# Тундра Північно-Західної Росії та Нової Землі
Тундра Північно-Західної Росії та Нової Землі (ідентифікатор WWF: PA1108) — палеарктичний екорегіон тундри, розташований на півночі європейської частини Росії.

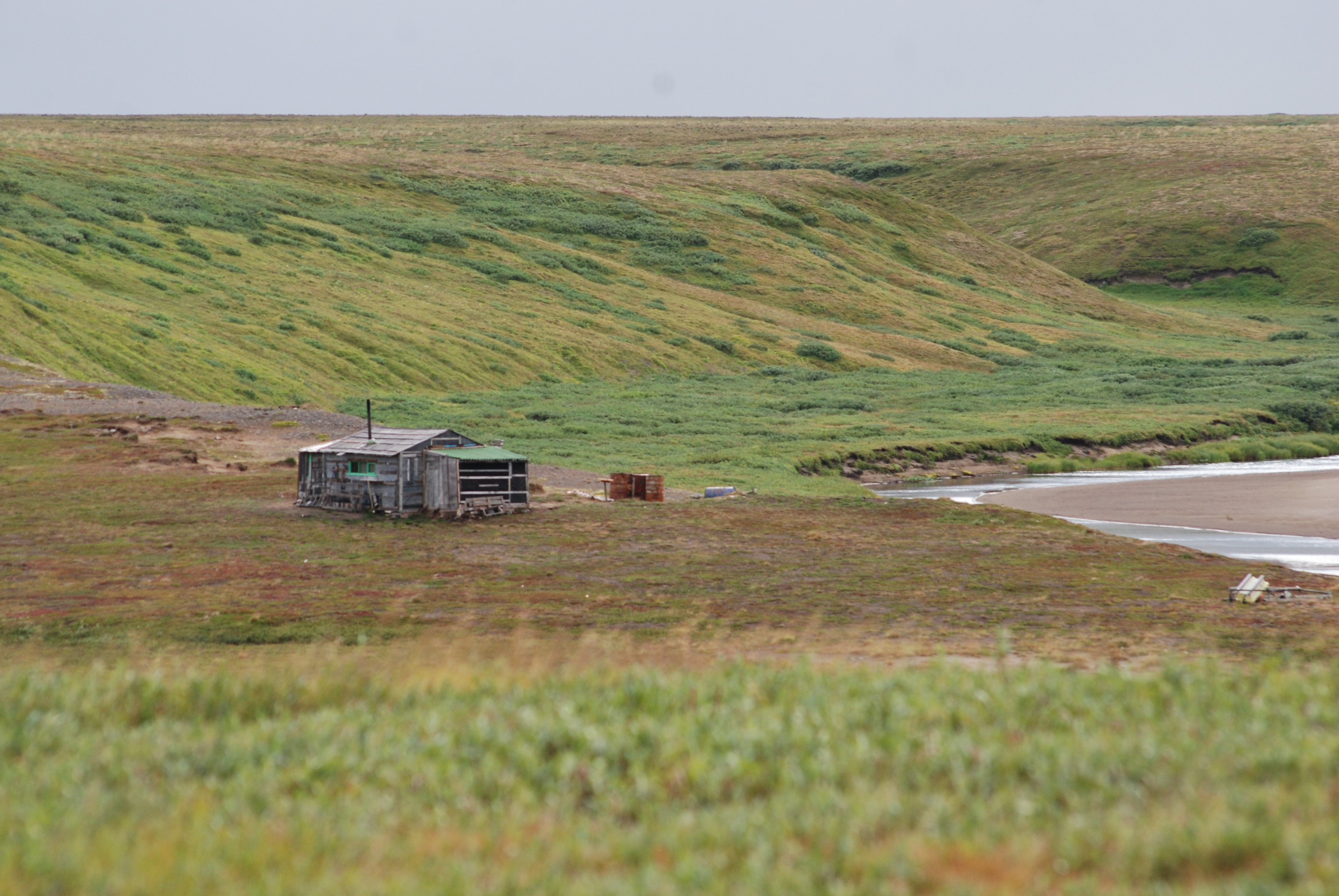
Ландшафт острова Колгуєв

## Географія
Екорегіон тундри Північно-Західної Росії простягається на 1000 км із заходу на схід вздовж узбережжя Північного Льодовитого океану, переважно на території Ненецького автономного округу, а також на півночі Республіки Комі та в деяких районах Архангельської області та Ямало-Ненецького автономного округу. На заході він охоплює півострів Канін та частину узбережжя Білого моря на захід від річки Мезень. Східніше він охоплює території Малоземельської та Великоземельської тундри, розташовані на південь від Баренцового і Карського моря. Межею між Малоземельською та Новоземельською тундрами є річка Печора. На сході екорегіон охоплює Югорський півострів, гори Пай-Хой та гори Полярного Уралу. Крім того, екорегіон охоплює острів Моржовець в Білому морі, острів Колгуєв в Баренцовому морі, а також острів Вайгач та Південній острів Нової Землі, розташовані між Баренцовим та Карським морями.
На півдні екорегіон переходить у скандинавську та російську тайгу, на Уралі — у тундру та тайгу Уральських гір та у західносибірську тайгу, а на сході — у Ямало-Гиданську тундру.

## Клімат
В межах екорегіону переважає субарктичний клімат (Dfc за класифікацією кліматів Кеппена). Він характеризується високими коливаннями температур, як добовими, так і сезонними, довгою холодною зимою та коротким прохолодним літом із середньою температурою не вище 22 °C. Середньорічна кількість опадів становить близько 460 мм. Середня температура в центральній частині екорегіону становить -20 °C у січні та 12,9 °C  у липні. Поширена багаторічна мерзлота.

## Флора і фауна
Рослинний покрив екорегіону представлений тундрою, в якій ростуть мохи, лишайники та чагарнички. В регіоні широко поширені болота та прибережні луки, які простягаються далеко вглиб суходолу. В заплавах Печори зустрічаються насадження карликової берези (Betula nana), сибірської ялини (Picea obovata) та гостролистої верби (Salix acutifolia).
Серед поширених в регіоні ссавців слід відзначити песця (Vulpes lagopus), тундрового вовка (Canis lupus albus), звичайну росомаху (Gulo gulo) та сибірського лемінга (Lemmus sibiricus). На Південному острові Нової Землі мешкає ендемічний підвид арктичного лемінга (Dicrostonyx torquatus ungulatus) та рідкісний новоземельський підвид північного оленя (Rangifer tarandus pearsoni).
Влітку в екорегіоні гніздяться великі популяції перелітних лебедів, гусей та качок. На півострові Канін гніздяться рідкісні малі гуски (Anser erythropus), на острові Вайгач — білощокі казарки (Branta leucopsis), а в дельті Печори — значна популяція малих лебедів (Cygnus bewickii). Серед інших птахів регіону слід відзначити білу сову (Bubo scandiacus), кречета (Falco rusticolus), орлана-білохвоста (Haliaeetus albicilla) та білодзьобу гагару (Gavia adamsii).

## Збереження
Оцінка 2017 року показала, що 18 889 км², або 7 % екорегіону, є заповідними територіями. Основною природоохоронною територією екорегіону є Ненецький державний природний заповідник, що включає дельту річки Печора.